# Réserve nationale Alto Loa
La réserve nationale Alto Loa est une aire protégée, située dans la région de Antofagasta, au Chili.

## Description
Après six ans de négotiacions, le Secrétariat régional ministériel de l'Agriculture chilien parvient à un accord avec la communauté quechua d'Ollagüe et avec les entreprises Codelco Norte et SQM, concernant la création de la réserve nationale Alto El Loa, dans la région de Antofagasta. Il s'agissait à l'origine de protéger 300 000 hectares situés dans la région connue sous le nom de « Alto El Loa », entre la frontière avec la Bolivie au nord-est, jusqu'aux salars de Ascotán et Carcote, au sud-ouest.
Une grande partie de ce territoire est « partagé », c'est-à-dire que les droits sur l'eau et sur l'exploitation minière ont été octroyés il y a plusieurs années à des entreprises privées. La création de la réserve naturelle nécessita donc l'accord de toutes les parties prenantes : entreprises minières, communautés indigènes et le gouvernement. La société SQM a ainsi des droits sur l'exploitation du salar de Carcote. Ainsi, en 2004, elle fournit au Sistema de Impacto Ambiental un projet pour extraire 38 000 tonnes de ulexite par an - la matière première pour fabriquer de l'acide borique et des engrais -. Codelco Norte, possède le droit d'exploiter des parcelles à Ascotán, mais il ne serait pas dans son intérêt d'exploiter la zone. Les différentes parties tombèrent d'accord sur le maintien des droits attribués préalablement à la création de la réserve nationale.

## Caractéristiques

Salar de Carcote

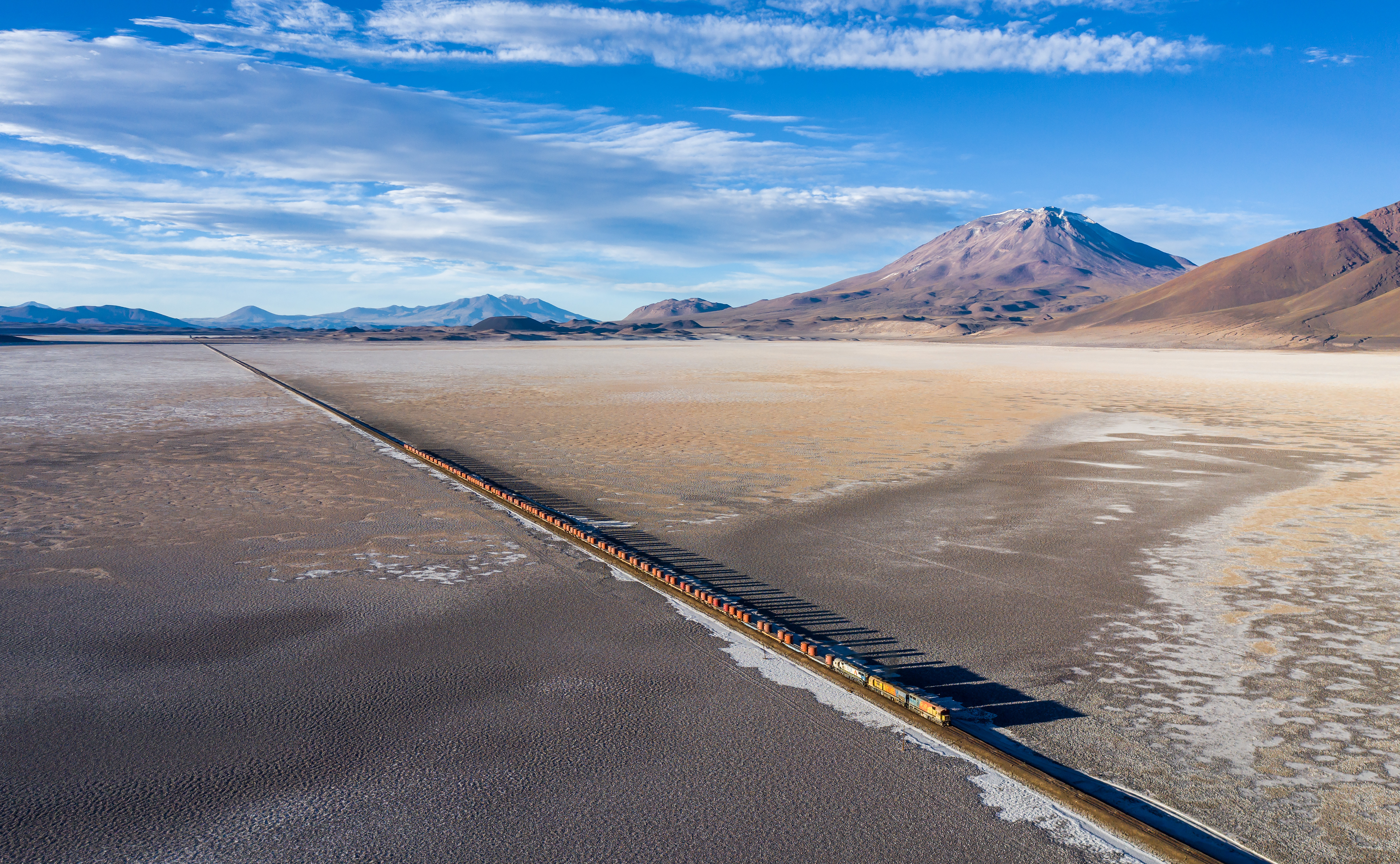
Un train entre la Bolivie et la ville de Mejillones traversant le salar de Carcote dans la réserve nationale Alto Loa. Au fond, l'Ollagüe (volcan). Juillet 2019.

Alto El Loa est la première réserve nationale à posséder une véritable identité indigène. Les Quechuas font partie du comité directeur qui administre la zone, ce qui permettra de favoriser le développement économique local, en plus de protéger la diversité biologique de la région.

L'idée sous-jacente était de permettre aux Quechuas des environs de reproduire ce que les Atacameños ont réussi dans la réserve nationale Los Flamencos à San Pedro de Atacama, qui généra 200 millions $ en 2004 en administrant les sites touristiques du Valle de la Luna et la lagune Chaxa, dans le Salar de Atacama.